# Jirisan

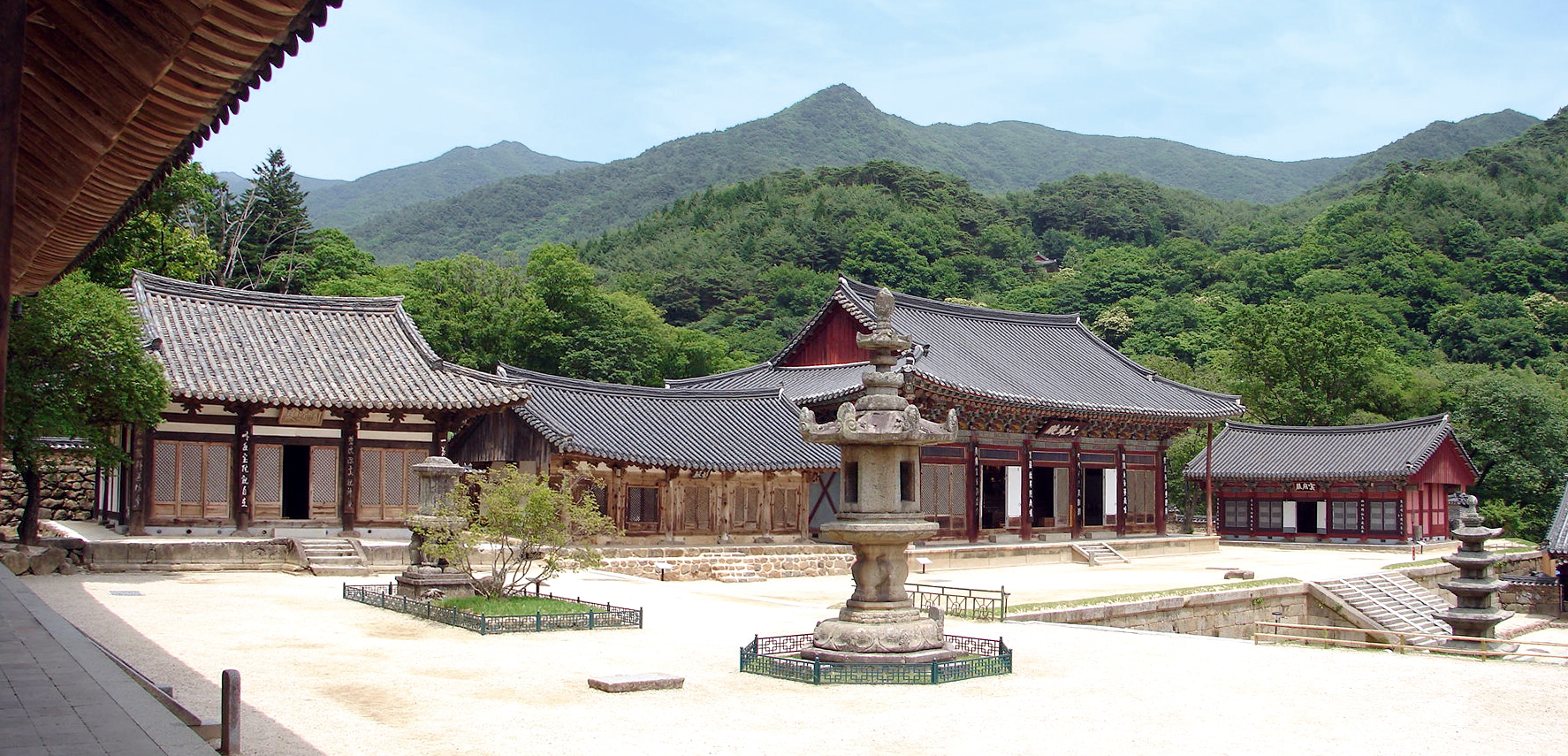
Templo de Hwaeomsa.

Jirisan o Chirisan es la montaña más alta del territorio continental de Corea del Sur y la segunda más alta de todo el país, superada solo por Hallasan en la isla de Jeju. Está en el extremo sur de las cordilleras Sobaek y Baekdudaegan, en el Jirisan Parque Nacional, y su cumbre más alta, Cheonhwangbong, está localizada en Gyeongsang del Sur. 
Hay siete templos budistas importantes en Jirisan. Hwaeomsa es el más grande y más conocido. Contiene varios tesoros nacionales, principalmente obras de arte de piedra de aproximadamente 600-900 d. C.
Al pie de Jirisan se ubica el pueblo tradicional Cheonghak-dong (Pueblo de la Grulla Azul), el cual incluye el Samseonggung (Palacio de los Tres Sabios), santuario en honor a los mitos de la fundación de Corea.
Cada año 2 600 000 personas visitan el parque nacional de Jirisan, principalmente en verano y otoño. El parque nacional tiene varias rutas de senderismo.

## Geografía
Jirisan se ubica en el Jirisan Parque Nacional, que comprende territorios en tres provincias (Jeolla del Norte, Jeolla del Sur y Gyeongsang del Sur) y es el más grande en Corea del Sur. La mayor parte del parque nacional está en la provincia de Gyeongsang del Sur. 
Tiene más de veinte picos que superan los 1000 metros de altura, siendo el más alto Cheonhwangbong con 1915 m. Otros picos importantes son Cheonhwangbong (1875 m), Yeonhwabong (1730 m), Chotdaebong (1704 m), Yeongshinbong (1652 m), Chilseongbong (1576 m), Tokkibong (1534 m), Banyabong (1732 m) and Nogodan (1507 m). Otro cumbre conocida es Samshinbong (Cumbre de los Tres Espíritus).
Buril es cascada más grande de Jirisan y tiene 60m de altura y 3m de ancho.
La precipitación anual es de 1200 a 1600 mm y es más abundante en las laderas ubicadas al sureste, por el paso de tifones y por el monsón asiático. El 50% a 60% se producen en verano, de junio a agosto. La temperatura promedio anual está entre 14-16º.
Se pueden encontrar especies vegetales como el abeto coreano (Abies koreana), carpes (Carpinus laxiflora), roble rojo (Quercus serrata) y roble blanco (Quercus mongolica).
El oso negro asiático (Ursus thibetanus), especie vulnerable, habita en Jirisan. Para preservarlo, se estableció el programa de restauración del oso negro asiático, que contempla, entre otras cosas, delimitar una zona de protección y la introducción de más ejemplares.

## Leyendas
En la entrada al valle de Baemsagol, hace aproximadamente 1300 años, estaba el templo Songnimsa. En este templo se practicaba un rito anual durante la festividad de Chilwolbaekjung (día de luna llena de julio según el calendario lunar) donde se seleccionaba al monje más piadoso y se rezaba fervorosamente para su paso seguro al paraíso como una deidad. En cierto ocasión, Seosandaesa, que era el monje de más alto rango, se enteró sobre este rito budista y supuso que tenía que esconder un secreto. Seosandaesa dejó al monje que había sido elegido ese año rezar, pero vestido con una túnica untada con veneno y amarrado por un hilo de seda a la terraza de Sinseodae. Seosandaesa se escondió detrás de una roca a mirar. Alrededor de la 1 a. m., apareció un imugi, serpiente gigante que no ha podido convertirse en dragón, que se deslizaba desde el valle. El imugi saltó sobre el monje, lo mordió en la boca y desapareció en el agua. Seosandaesa regresó al templo y esperó hasta el amanecer. Temprano por la mañana, junto con los aldeanos, fue a Sinseondae y encontraron que el imugi había muerto, sin poder tragarse el cuerpo entero del monje. Seosandaesa descubrió el secreto del templo de sacrificar un monje a un imugi cada año. Después de eso, el valle pasó a llamarse Baemsagol, que significa "el valle donde un imugi, que falló en convertirse en dragón, murió". El pueblo en la entrada a Baemsagol el valle estuvo nombrado Banseon (significando una "media deidad") en memoria del monje muerto, sacrificado sin convertirse en una deidad.

## Senderismo
El parque nacional Jirisan tiene numerosas rutas de senderismo, que pueden recorrerse en uno a tres días. La ruta principal recorre el parque de oeste a este, desde Nogodan hasta la cumbre de Cheonhwangbong, a lo largo de 25,5 km y se le considera la ruta más compleja de Corea del Sur.

## Historia
Durante la Guerra de Corea, las tropas norcoreanas ocuparon la región. Después de que las fuerzas de Naciones Unidas tomaron el área, un número importante de norcoreanos pertenecientes al Ejército Guerrillero Popular de Corea se quedó en las montañas, donde continuaron con una Guerra de guerrillas hasta ser abatidos en 1955, dos años después de la firma del alto al fuego. La República de Corea entregó una medalla de servicio a las tropas que lucharon en el área. El director Jeong Ji-Young filmó una película sobre estos sucesos.